# Ifigha
Ifigha là một đô thị thuộc tỉnh Tizi Ouzou, Algérie. Dân số thời điểm năm 2002 là 8.226 người.